# Khairāgarh (ort i Indien, lat 26,94, long 77,82)
Khairāgarh är en ort i Indien.   Den ligger i delstaten Uttar Pradesh, i den centrala delen av landet, 200 km söder om huvudstaden New Delhi. Khairāgarh ligger 171 meter över havet och antalet invånare är 20 095.
Terrängen runt Khairāgarh är mycket platt. Runt Khairāgarh är det tätbefolkat, med 735 invånare per kvadratkilometer. Det finns inga andra samhällen i närheten. Trakten runt Khairāgarh består till största delen av jordbruksmark.